# 神戸大学附属特別支援学校
神戸大学附属特別支援学校（こうべだいがくふぞくとくべつしえんがっこう）は、兵庫県明石市に所在する、神戸大学附属の知的障害特別支援学校。大学附属の特別支援学校は県下で本校が唯一であり、大学と協同して人間の発達と障害に関する研究・教育実践に取り組んでいる。

## 設置学部
- 小学部
- 中学部
- 高等部

校区の定めはなく、通学可能な区域に居住していれば入学は可能である。約6割の生徒が西明石駅からスクールバスを使って通学している。

## 歴史
- 1969年（昭和44年）6月21日：神戸大学教育学部附属明石小学校附属明石中学校の一部を使い開校
- 1970年（昭和45年）4月1日：高等部設置
- 1971年（昭和46年）3月22日：校舎竣工
- 1971年（昭和46年）6月11日：現在地へ移転完了
- 1973年（昭和48年）7月9日：プール竣工
- 1992年（平成4年）10月1日：学校名を神戸大学発達科学部附属養護学校に変更
- 2007年（平成19年）4月1日：学校名を神戸大学発達科学部附属特別支援学校に変更
- 2009年（平成19年）4月1日：学校名を神戸大学附属特別支援学校に変更

## アクセス
- JR西日本山陽本線大久保駅から神姫バス6系統に乗車、「養護学校」バス停下車。